# Station Luçay-le-Mâle
Station Luçay-le-Mâle is een spoorwegstation in de Franse gemeente Luçay-le-Mâle.